# Natalia Astafiewa
Natalia Gieorgijewna Astafiewa (ros. Наталья Георгиевна Астафьева, ur. 19 września 1922 w Warszawie, zm. 3 grudnia 2016) – poetka, tłumaczka poezji polskiej.

## Życiorys
Urodziła się w Warszawie, w rodzinie Jerzego Czeszejko-Sochackiego i Józefiny z domu Jurewicz (1891–1969). W 1928 razem z rodzicami wyjechała do Sopotu, później do Berlina, w 1931 do Moskwy (Czeszejko-Sochacki został przedstawicielem KPP w Międzynarodówce). W Moskwie poszła do szkoły. Ojciec, aresztowany 13 sierpnia 1933, 4 września na Łubiance popełnił samobójstwo. Matka była aresztowana w 1937 i wysłana do miasta Pawłodar w Kazachstanie. Natalia z młodszym bratem przyjechali do matki. W 1938 matkę znów aresztowano, przebywała w więzieniu, później w łagrze do 1946. Natalia pracowała, ukończyła w Pawłodarze technikum pedagogiczne, w Ałma-Acie pierwszy rok Instytutu Medycznego, w 1945 wyjechała do Moskwy. W 1951 ukończyła filologię rosyjską w instytucie pedagogicznym, studiowała w doktoranturze.
Po rehabilitacji matki (1956) i ojca (pośmiertnie, 1957) odwiedziła jesienią 1958 z matką i bratem Polskę. W 1961, 1963, 1965, 1968 przyjeżdżała z córką i mężem do Warszawy do matki (matka w 1959 wróciła do Polski na stałe). Później przyjeżdżała do Polski na zjazdy tłumaczy – 1975, 1979. Była stypendystką Ministerstwa Kultury PRL w 1986, Fundacji Stefana Batorego w 1994. W 2001 na zaproszenie Ministerstwa Kultury RP odwiedziła miasta uniwersyteckie Kraków, Wrocław, Poznań.
Wiersze po rosyjsku pisała od lat szkolnych, drukowała od 1956. W 1963 ukazał się w Warszawie tomik jej wierszy rosyjskich w przekładach poetów polskich. W czasie pobytu w Warszawie w 1963 zaczęła pisać wiersze po polsku.
Po powrocie do Moskwy w grudniu 1963 zaczęła tłumaczyć poezję polską, przekłady są drukowane od 1968. Od 1972 co rok drukowała wielkie cykle wierszy poetów polskich w czasopiśmie „Inostrannaja literatura” i w innych moskiewskich pismach, antologiach, innych wydaniach.
Od 1961 była członkiem Związku Pisarzy ZSRR, a później Związku Pisarzy Moskwy oraz PEN Centrum Rosyjskiego.
Była żoną Władimira Britaniszskiego, poety, eseisty i tłumacza poezji polskiej i anglosaskiej. Mieszkali w Moskwie.

## Twórczość

### Wiersze polskie
- N.Astafiewa. Nostalgia (wiersze polskie). Polski album rodzinny (okruchy przeszłości). Miniatura. Kraków. 2008
- Wiersze polskie w czasopismach:
  - Literatura na świecie 1980 nr 3,
  - Zwierciadło 1980, 10 IV, nr 15 (publikacja i wstęp W.Woroszylskiego)

### Wiersze rosyjskie

#### Tomiki rosyjskie
- „Девчата” (1959, Dziewczęta),
- „Гордость” (1961, Duma),
- „Kумачовый платок” (1965, Chustka z kumaczu),
- „В ритме природы” (1977, W rytmie przyrody),
- „Любовь” (1982, Miłość),
- „Заветы” (1989, Przykazania),
- „Изнутри и вопреки” (1994, Z wewnątrz i wbrew).

#### Wiersze rosyjskie w polskich przekładach
- Wydania książkowe:

1. N.Astafiewa. Wiersze. Wybrali A.Mandalian i W.Woroszylski. PIW. Warszawa. 1963
2. N.Astafjewa, W.Britaniszski „Dwugłas ⁄ Dwugłos”. Wiersze. Wydanie dwujęzyczne. Przedmowa A.Pomorskiego. Moskwa. Progress-Plejada. 2005

(Wiersze Astafiewej w 1960–2004 tłumaczyli W.Słobodnik, S.Pollak, A.Kamieńska, J.Litwiniuk, W.Woroszylski, A.Mandalian, W.Dąbrowski, J.Waczków, D.Wawiłow, A. Pomorski i in.)
- Przekłady wierszy rosyjskich Astafiewej w polskich antologiach:
  - Młode głosy. Red. J.Śpiewak. Warszawa. Iskry. 1965
  - W.Dąbrowski, A.Mandalian, W.Woroszylski. Antologia nowoczesnej poezji rosyjskiej. 1880–1967. Ossolineum 1971
  - A pośród lat echami wojna grzmi...Wiersze o wojnie. Wstęp A.Wołodźko. Czytelnik 1985
  - Powrót poetów. Wybór, przekłady, wstęp A.Ziemnego. Iskry 1990
  - Gwiazda za gwiazdą. Antologia haiku europejskiego. Miniatura 2005
  - W.Woroszylski. Moi moskale. Wrocław. Biuro Literackie. 2006
- Ważniejsze publikacje w czasopismach:
  - Literatura na świecie 1989 nr 5–6 Tłum. A.Ziemny
  - Więź 1989 nr 7–8 Tłum. J.Litwiniuk
  - Więź 2001 nr 10 Tłum. A.Pomorski
  - Europa. Magazyn idei Dziennika. 2009 nr 26 przeł. Zb. Dmitroca.
  - Odra 2009 nr 9 przeł. Zb. Dmitroca.
  - Kresy 2010 nr 1–2 przeł. Zb. Dmitroca.
  - Odra 2012 nr 6 przeł. Zb. Dmitroca.

### Szkice
- Tragedia Władisława Broniewskogo ⁄ Literaturnoje obozrienije 1993 nr 5
- Ikar (o petersburskiej studenckiej młodości Jerzego Czeszejko-Sochackiego). ⁄ Wsiemirnoje słowo. Sankt-Pietierburg. 1995 nr 8.
- Polskije poetessy ⁄ w antologii N.Astafiewej „Polskije poetessy” Sankt-Pietierburg 2002, s. 5–69.

### Tłumaczenia
- Halina Poświatowska Wiersze. Przekład i przedmowa. Inostrannaja literatura 1972 № 4 s.165–173
- Włodzimierz Słobodnik Wiersze Inostrannaja literatura 1972 № 12
- Anna Świrszczyńska Wiersze Przekład i przedmowa Inostrannaja literatura 1973 № 10 s. 52–68
- Kazimiera Iłłakowiczówna Wiersze Przekład i przedmowa Inostrannaja literatura 1974 № 12 s. 3–11
- Ewa Lipska Wiersze Przekład i przedmowa In.liter. 1975 № 12 s. 133–138
- Z poezji polskiej. Tadeusz Nowak, Jerzy Harasymowicz. Przekład i przedmowa In.liter. 1977 № 4 s. 3–12
- Jarosław Iwaszkiewicz Garść liści wierzbowych In.liter. 1979 № 4 s. 3–5
- Z młodej poezji polskiej Józef Baran, Mirosław Boruszewski, Julian Kornhauser, Marianna Bocian, Stanisław Gostkowski. Przekład i przedmowa In. Liter. №1979 7 s. 3–12
- Maria Pawlikowska-Jasnorzewska Wiersze (i prozy poetyckie) In.liter. 1986 № 5 s. 175–184
- Anna Świrszczyńska Wiersze o powstaniu Warszawskim In.liter. 1989 № 8 s. 108–114
- Kazimiera Iłłakowiczówna Wiersze In.liter. 1992 4 s. 74–81
- Julia Hartwig Prozy poetyckie i wiersze wolne In.liter. № 1993 9 s. 175–179
- Wisława Szymborska Wiersze z ostatnich tomów Przekład i przedmowa In.liter.1994 №11 s. 39–45
- Urszula Kozioł Wiersze Przekład i notatka wstępna In.liter. 1995 № 8 s. 5–11
- Aleksander Wat Wiersze Przekład i przedmowa In.liter. 1996 № 11 s. 5–10
- Poetki polskie o miłości K.Iłłakowiczówna, A.Świrszczyńska, W.Szymborska In.liter.1997 №7 s. 108–110
- Marianna Bocian Gnomy Przekład i przedmowa In.liter. 1997 № 11 s. 140–151
- Anna Kamieńska Wiersze Przekład i przedmowa 1999 № 2 s. 76–80
- Adam Ziemianin Wiersze z cyklu «Makatki polskie» Przekład i przedmowa In.liter. 1999 № 7 s. 127–130
- Kazimierz Wierzyński Z wierszy lat emigranckich Przekład i przedmowa In.liter. 2000 9 s. 113–117
- Ewa Lipska, Krystyna Lars, Urszula Małgorzata Benka Wiersze Przekład i przedmowa In.liter. 2002 7 s. 142–154

#### Antologie autorskie
- N. Astafiewa, W. Britaniszski. „POLSKIJE POETY XX WIEKA”. Antologia. Sankt-Pieterburg, Aletheia, 2000, 2 tt., 960 s. Wybór i przedmowa – wespół z W.Britaniszskim.

W tłumaczeniach Astafiewej: L.Staff, B.Leśmian, K.Iłłakowiczówna, M.Pawlikowska-Jasnorzewska, J. Iwaszkiewicz, J. Tuwim, K.Wierzyński, W.Broniewski, B. Obertyńska, J. Lechoń, W.Słobodnik, A.Wat, J.Czechowicz, M.Jastrun, A.Świrszczyńska, J.B.Ożóg, E.Marzec, J.Twardowski, Jan Huszcza, Z.Ginczanka, A. Kamieńska, J.Hartwig, K.K.Baczyński, M.Białoszewski, J.Litwiniuk, W.Szymborska, J.Ficowski, T.Śliwiak, S.Czycz, T.Nowak, U.Kozioł, J.Harasymowicz, A.Szmidt, S.Grochowiak, H. Poświatowska, S. Srokowski, K.Karasek, B. Latawiec, J. Pollakówna, B. Sadowska, M. Józefacka, M. Bocian, R. Wojaczek, E. Lipska, J. Kornhauser, J.Baran, A. Ziemianin, S.Gostkowski, T. Jastrun, A.Pawlak, U.M. Benka, L. Engelking, W.Żelazny, M. Świetlicki, J. Podsiadło.
- N.Astafiewa „POLSKIJE POETESSY”. Antologia. Sankt-Pietierburg, Aletheia 2002, 660 s.

Wybór, tłumaczenia, przedmowa, notatki o poetkach: K.Zawistowska, M. Wolska, M.Komornicka, B.Ostrowska, K.Iłłakowiczówna, M.Pawlikowska-Jasnorzewska, B. Obertyńska, A.Świrszczyńska, Z.Ginczanka, A.Kamieńska, J.Hartwig, W. Szymborska, U.Kozioł, K. Miłobędzka, H.Poświatowska, B. Latawiec, J.Pollakówna, M.Bocian, M.J ózefacka, E.Lipska, K.Lars, U.M. Benka, A.Piwkowska, M.B. Kielar, E.Sonnenberg, A. Kuciak, J. Stefko, M. Podgórnik.

##### Ważniejsze publikacje przekładów w innych wydaniach
- L. Staff (35 wierszy) [w:] L.Staff. Stichi. Moskwa. 1973
- J. Iwaszkiewicz (41 wiersz) [w:] J. Iwaszkiewicz. Soczinienija (Dzieła) w 8 tomach. t.1 Stichotworienija (Wiersze). Moskwa 1976.
- J. Iwaszkiewicz (44 wiersze) [w:] J. Iwaszkiewicz. Stichotworienija. Moskwa.1982.
- J. Iwaszkiewicz (67 wierszy) [w:] J. Iwaszkiewicz. Soczinienija w 3 tomach. M.1988
- L. Staff (15 wierszy), K.Iłłakowiczówna (38 wierszy) [w:] Polskije poety. M.1978
- H. Poświatowska (66 wierszy – cały rozdział) oraz 10 wierszy S. Grochowiaka i 25 wierszy J. Harasymowicza [w:] Iz sowriemiennoj polskoj poezji. Grochowiak, Harasymowicz, Poswiatowskaja, Grześczak. (Z polskiej poezji współczesnej). M.1979
- W.Słobodnik (56 wierszy) [w:] W.Słobodnik. Stichi. M. 1985 (inni tłumacze W.Britaniszski, A.Eppel, D.Samojłow)
- M.Pawlikowskaja-Jasnorzewskaja (68 wierszy) [w:] M.Pawlikowskaja-Jasnorzewskaja. Stichi. M.1987
- W.Szymborska (i posłowie o niej) [w:] Poety laureaty Nobielewskoj premii. Moskwa. Panorama. 1997, s. 567–588.
- Aleksander Wat (5 wierszy) [w:] Przekład literacki. Teoria.Historia.Współczesność. PWN 1997 – Aneks. Wybrane przekłady poezji polskiej.

## O Natalii Astafiewej po polsku
- Wielka Encyklopedia PWN, t.2, Warszawa 2001, s. 375–376.
- Wielka Encyklopedia Powszechna.
- Słownik pisarzy rosyjskich. PWN 1994 s. 33.
- W. Kasack. Leksykon literatury rosyjskiej XX wieku. Przekł. z niem. Ossolineum. 1996 s. 43–44.
- Polak w świecie. Leksykon Polonii i Polaków za granicą. Warszawa 2001 s.21.
- W. Sadkowski. Spotkanie z poezją Astafiewej. Trybuna Ludu. 1963, 15 września.
- L.Sokół. Poezja żarliwa. Kultura. 1963, 10 XI
- R. Stiller. Poświatowska po rosyjsku. Literatura na świecie. 1972 nr 11.
- J. Waczków. Atuty dwujęzyczności. Literatura na świecie 1976 nr 5, s. 330–335.
- K.Baczmańska, Z.Barański. Dwie ojczyzny Natalii Astafiewej. Przegląd Rusycystyczny. 1994. z. 3–4
- G.Wiśniewski. Poetessa dwóch kultur. Dziś. 1996 nr 2.
- A.Żebrowska. Córa Ikara. Magazyn (dodatek do Gazety Wyborczej). 9–10 X 1998.
- G.Wiśniewski. Poetessa Natalia z Czeszejków-Sochackich. G.Wiśniewski. Pięć polskich losów w Rosji. Warszawa 1999.
- K.Baczmańska. Motywy twórczości Natalii Astafiewej. Rozprawa doktorska. Uniw. Wrocławski 1999.
- K.Baczmańska. „Piąta pora roku” w poezji Natalii Astafiewej. Slavica Wratislaviensis CXVI. Wrocław 2002.
- Cz.Miłosz. Poeci polscy po rosyjsku. Tygodnik powszechny 2001 nr 16, 22.04.
- A.Pomorski. Słowa poety oprawne w serce. Więź 2002 nr 1.
- Anna Legeżyńska. Liryka polska po rosyjsku.  Polonistyka 2002 nr 1.
- A.Nasiłowska. Polskie poetessy. Wielka antologia Natalii Astafjewej. Tygodnik Powszechny 2002 nr 47, 24.11, s.12.
- A.Żebrowska. Modernistki i Marysia Konopnicka. (rec. antol. N.Astafjewej „Polskije poetessy”). Gazeta wyborcza. 6 grudnia 2002, s. 23.
- E.Pilarczyk. Rec. antologii N.Astafjewej „Polskije poetessy” 2002. Slavia orientalis 2003 nr 1 s.129–132.
- L.Szaruga. Poetki polskie po rosyjsku (N.Astafjewa. Polskije poetessy). Pogranicza 2003 nr 2 s. 93–95.
- J.Orłowski. Poetki polskie w przekładach rosyjskich (rec. antol.N.Astafjewej Polskije poetessy) Przegląd Humanistyczny 2003 nr 3 s. 102–104.
- J.Orłowski. Ból pamięci (O poezji Natalii Astafjewej). Studia Rossica XIV Warszawa 2004.
- J.Orłowski. Polskość w poetyckim świecie Natalii Astafjewej. Piastunki rosyjskiej Europy. W kręgu koneksji kulturowych Wschodu i Zachodu. Verlag F.K.Gopfert – Fichtenwalde 2004.
- L.Wołosiuk. „Dwugłos” podwójny. (rec. tomu: N.Astafjewa, W.Britaniszski. Dwugłos-Dwugłas. Wiersze. Wydanie dwujęzyczne. Moskwa 2005). Tygodnik Powszechny. 6. 08.2006. Książki w Tygodniku. s. 14–15.
- N.Astafiewa o sobie: Nowe Książki 1987 nr 2 s.102–104.
- N.Astafiewa. Polski album rodzinny. Okruchy przeszłości. [w:] N.Astafiewa. Nostalgia. Polski album rodzinny. Miniatura. Kraków 2008).
- S.Srokowski. Wyznanie Astafiewej. Rzeczpospolita kulturalna. Londyn 2008 nr 10, s. 19–21.
- Z. Dmitroca. Dwugłos poetycko-translatorski. Odra 2008 nr 11 s. 119–121.

## Odznaczenia
- Krzyż Oficerski Order Zasługi Rzeczypospolitej Polskiej (1999)
- Odznaka honorowa „Zasłużona dla Kultury Polskiej” (1975)

## Nagrody
- Nagroda literacka ZAiKS-u dla tłumaczy (1978)[1]
- Nagrody czasopisma „Inostrannaja literatura”: 1986 (za cykl przekładów z M.Pawlikowskiej-Jasnorzewskiej), 1989 (za cykl przekładów z A.Świrszczyńskiej)
- Nagroda Polskiego PEN Clubu (1993)
- Nagroda Polskiego SEC (1999)
- Nagroda Związku Pisarzy Moskwy „Wieniec” (wespół z W. Britaniszskim) (2001)
- Nagroda czasopisma „Tygiel kultury” (wespół z W. Britaniszskim) (2005)